# Royal Jordanian
Royal Jordanian Airlines (Árabe: الملكية الأردنية;  al-Malakiyah al-Orduniyah) é uma companhia aérea com base na cidade de Amã, Jordânia, no Aeroporto Internacional Rainha Alia (AMM). Opera voos internationais para quatro continentes. A Royal Jordanian é um membro da Arab Air Carriers Organization e da Oneworld, a aliança global de companhias aéreas. A empresa opera mais de 500 voos por semana, com pelo menos 110 partidas diárias. A companhia aérea foi eleita a 'Companhia aérea do ano de 2007' pela Airfinance Journal.

## História

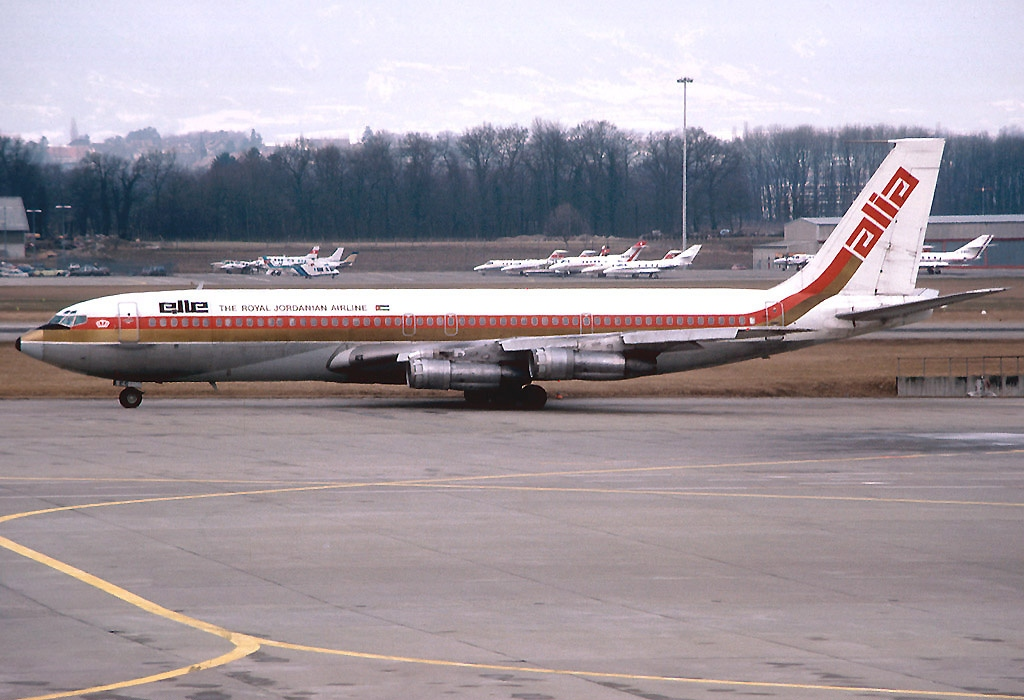
Boeing 707 da Alia.

A companhia foi criada em 9 de dezembro de 1963 e iniciou suas operações em 15 de dezembro de 1963, após um decreto real do rei Hussein. A companhia foi fundada com capital de acionistas privados, mas mais tarde o governo da Jordânia assumiu a empresa.
A Royal Jordanian iniciou suas operações com duas Handley Page Dart Herald e um Douglas DC-7, servindo a Cidade do Kuwait (Kuwait), Beirute (Líbano) e Cairo (Egito) para Amã. Em 1964, um Douglas DC-7 foi adicionado a sua frota e começou a fazer voos para Jeddah (Arábia Saudita). Em 1965, a Royal Jordanian começou a operar voos regulares para Roma (Itália), era o primeiro destino europeu da companhia. Os progressos feitos pela companhia aérea foi ameaçado por um ataque aéreo israelita em 1967, quando dois Douglas DC-7 foram destruídos no ar. Eles foram substituídos por dois Fokker F-27.
Em 1968, a companhia expandiu sua rota para Nicósia (Chipre), Benghazi (Líbia), Dhahran (Arábia Saudita) e Doha (Catar). 1969, a companhia começou a operar voos regulares para Munique (Alemanha), Istambul (Turquia) e Teerão (Irã).
Em abril de 2007 a Royal Jordanian passou a fazer parte da aliança Oneworld, tornando-se assim a primeira companhia aérea árabe a participar como um sistema de aliança global.

## Slogans
| Slogan                              | Ano de início | Ano de término |
| ----------------------------------- | ------------- | -------------- |
| "Da Jordânia para o mundo"          | 1963          | 1968           |
| "Excelência no ar"                  | 1968          | 1974           |
| "O jeito que você quer voar"        | 1974          | 2005           |
| "A mudança está no ar"              | 2006          | 2008           |
| "A Jordânia na Copa no Brasil 2014" | 2008          | Atual          |

## Frota

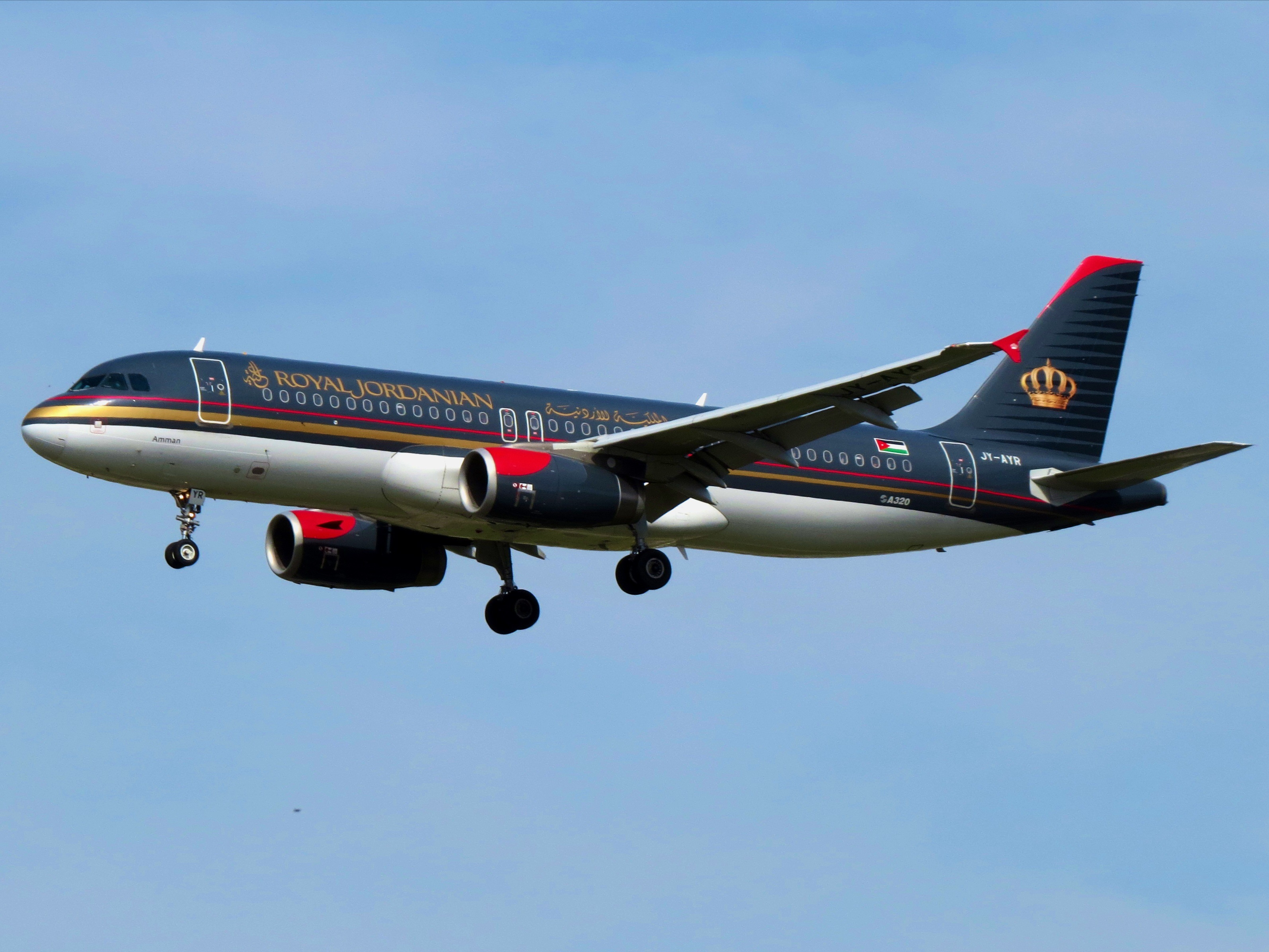
Airbus A320 da Royal Jordanian.

| Aeronaves        | Total | Encomendas | Passageiros | Passageiros | Passageiros | Notas                                       |  |
| Aeronaves        | Total | Encomendas | B           | E           | Total       | Notas                                       |  |
| ---------------- | ----- | ---------- | ----------- | ----------- | ----------- | ------------------------------------------- |  |
| Airbus A310-300F | 1     |            |             |             |             |                                             |  |
| Airbus A319      | 4     |            | 14          | 96          | 110         |                                             |  |
| Airbus A320      | 9     |            | 16          | 120         | 136         |                                             |  |
| Airbus A321      | 2     |            | 20          | 147         | 167         |                                             |  |
| Boieng 787-8     | 7     |            | 23          | 244         | 267         |                                             |  |
| Boieng 787-9     | -     | 6          |             |             |             | Encomenda adicionadas no Dubai Airshow 2023 |  |
| Embraer E-175    | 2     |            | 12          | 60          | 72          |                                             |  |
| Embraer E-195    | 2     |            | 12          | 88          | 100         |                                             |  |
| Total            | 27    | 6          |             |             |             |                                             |  |

## Ligação externa
- [www.rj.com «Sítio oficial»] Verifique valor |url= (ajuda)